# Abelardo Arias
Abelardo Arias  (Córdoba, 10 de agosto de 1918-Buenos Aires, 28 de febrero de 1991) fue un escritor, dramaturgo y editor argentino.

## Biografía
Nació en la ciudad de Córdoba, Argentina, —aunque por gustos personales solía decir que había nacido en San Rafael, Mendoza—, el 10 de agosto de 1918 y murió en Buenos Aires, el 28 de febrero de 1991.
Inició su carrera literaria en 1942 con la publicación de Álamos talados, una novela de iniciación que obtuvo el Primer Premio de Literatura de Mendoza, el Primer Premio Municipal de Buenos Aires y el Primer Premio de la Comisión Nacional de Cultura, y que veinte años más tarde fuera filmada con guion del autor.  En 1947 se publica La vara de fuego, seguida de El gran cobarde en 1956. Otras obras incluyen Límite de clase (1964), Minotauroamor (1966), La viña estéril (1969).
También escribió cuatro diarios de viaje y varias obras teatrales. Fue director de la Biblioteca del Colegio de Escribanos de Argentina.
A lo largo de su trayectoria, recibió diversos reconocimientos como el Premio Nacional de Novela, el Premio Nacional de Literatura, y el Gran Premio de Honor de la SADE en 1988, entre otros.

## Obras
Por orden cronológico:
- 1942 - Álamos talados (novela)
- 1947 - La vara de fuego (novela)
- 1954 - París-Roma, de lo visto y lo tocado (diario de viajes)
- 1956 - El gran cobarde (novela)
- 1957 - Viaje latino (diario de viajes por Europa)
- 1957 - De la torre de fuego a la niña encantada (diario de viajes por Argentina)
- 1962 - Ubicación de la escultura argentina en el siglo XX (ensayo)
- 1963 - Los vecinos (parábola radioteatral)
- 1964 - Límite de clase (novela)
- 1966 - Minotauroamor (novela)
- 1967 - Grecia: En los ojos y en las manos (diario de viajes)
- 1968 - La viña estéril (novela)
- 1969 - Viajes por mi sangre (diario de viajes por Argentina)
- 1971 - Polvo y espanto (novela)
- 1973 - De tales cuales (novela)
- 1974 - IntenSión de Buenos Aires (diario de viajes por Argentina)
- 1975 - Talón de Perro (diario de viajes por Europa)
- 1976 - Antonio Sibelino, escultor (trabajo de investigación y crítica)
- 1976 - Aquí Fronteras (novela)
- 1979 - Inconfidencia -El Aleijaidinho- (novela)
- 1995 - Él, Juan Facundo (novela)